# Hong Kong en los Juegos Olímpicos de Río de Janeiro 2016
Hong Kong confirmó su participación en los Juegos Olímpicos de 2016 en Río de Janeiro, Brasil, del 5 al 21 de agosto de 2016.
La nadadora Stephanie Au será la abanderada en la ceremonia de apertura.

## Deportistas
La siguiente tabla muestra el número de deportistas en cada disciplina:
| Deporte       | Hombres | Mujeres | Total |
| ------------- | ------- | ------- | ----- |
| Atletismo     | 1       | 1       | 2     |
| Bádminton     | 4       | 3       | 7     |
| Ciclismo      | 3       | 3       | 6     |
| Esgrima       | 1       | 2       | 3     |
| Golf          | 0       | 1       | 1     |
| Natación      | 1       | 8       | 9     |
| Remo          | 2       | 2       | 4     |
| Tenis de mesa | 3       | 3       | 6     |
| Vela          | 1       | 1       | 2     |
| Total         | 16      | 21      | 37    |

## Natación
| Atleta      | Prueba        | Series  | Series | Semifinal | Semifinal | Final     | Final     |
| Atleta      | Prueba        | Tiempo  | Lugar  | Tiempo    | Lugar     | Tiempo    | Lugar     |
| ----------- | ------------- | ------- | ------ | --------- | --------- | --------- | --------- |
| Claudia Lau | 100 m espalda | 1:01,27 | 19º    | No avanzó | No avanzó | No avanzó | No avanzó |